# Heinrich Lutter
Heinrich Lutter (* 13. August 1858 in Hannover; † 11. Oktober 1937 ebenda) war ein deutscher Pianist und Klavierpädagoge.

## Leben
Heinrich Lutter wurde in der Residenzstadt des Königreichs Hannover als Sohn eines Musiklehrers geboren. Nach der Ausrufung des Deutschen Kaiserreichs studierte Lutter in den Jahren von 1876 bis 1886 Klavier bei Franz Liszt in Weimar und Budapest, sowie – ebenfalls in Budapest – Komposition bei Robert Volkmann, und schließlich, wieder in Hannover, Klavier bei Hans von Bülow. Überliefert ist der Inhalt eines Briefes von von Bülow vom 18. November 1877 aus Glasgow an Lutter in Hannover.
Rasch machte sich Lutter in seiner Heimatstadt als Klavierpädagoge einen Namen, wo er 1887 die von ihm dann auch geleiteten „Lutter-Konzerte“ initiierte. In den hochangesehenen Kammermusikkonzerten traten „die besten Sänger, Geiger, Violoncellisten und Pianisten“ auf.
1888 trat er dem Hannoverschen Künstlerverein bei. Während der jeweiligen „Season“ in London trat Heinrich Lutter ab 1891 und bis zum Beginn des Ersten Weltkrieges als Pianist auf und gab dort auch Klavierunterricht.
Vielfach begleitete Lutter als Partner von Joseph Joachim diesen auf Konzerttourneen in den Jahren von 1897 bis 1906. 1908 wurde Heinrich Lutter zum Professor ernannt. Der Königliche Professor und Hofpianist wohnte zumindest zeitweilig in der Ferdinandstraße 21.
1910 gründete Lutter in Celle gemeinsam mit dem Musiker Theodor Krüger den Verein Celler Musikfreunde. Heinrich Lutter starb 1937 in Hannover.

## Ehrungen
Der Großherzog von Mecklenburg-Schwerin ehrte Lutter mit der Verleihung der Medaille für Kunst und Wissenschaft.

## Schüler (Auswahl)
- Fritz Berend (1889–1955), deutscher Komponist, Dirigent und Musikwissenschaftler[8]
- Reinhard Schwarz-Schilling (1904–1985), deutscher Komponist[9]

## Archivalien
An Archivalien finden sich beispielsweise
- der Nachlass Heinrich Lutter  in der Stadtbibliothek Hannover:
  - ein Karton mit „[...] Noten von Beethoven, Liszt, Mozart, unter anderem mit Eintragungen von Lutter, persönliche Schriftstücke und Notizen“[10]